# Nhandu cerradensis
Nhandu cerradensis is een spinnensoort in de taxonomische indeling van de vogelspinnen (Theraphosidae).
Het dier behoort tot het geslacht Nhandu. De wetenschappelijke naam van de soort werd voor het eerst geldig gepubliceerd in 2001 door Bertani.